# Fyrgälade bläckfiskar
Fyrgälade bläckfiskar (Nautiloidea) är den ena underklassen av de två dagens alla levande bläckfiskarter kan delas in i. Den andra klassen är tvågälade bläckfiskar (Coleoidea). Den enda nutida ordningen pärlbåtar innehåller bland annat endast 6 nutida arter. Det finns dock ett stort antal fossila arter i flera andra ordningar, bland annat ortoceratiter, endoceratider, actinoceratider, bactritider och oncocerider med flera.